# Radara
Radara é um gênero de traça pertencente à família Arctiidae.